# 罗·康纳
罗希特·康纳（英语：Rohit Khanna，1976年9月13日—），印度裔美国政治人物、律师，现任联邦众议员，2017年代表民主党在加州第17选区当选。曾在奥巴马总统执政期间于2009年8月8日至2011年8月担任美国商务部副助理秘书。
2023年2月19日至23日，罗·康纳带领跨党派联邦众议员访问团访问台湾，并与中华民国总统蔡英文和台积电创办人张忠谋会面。
罗·康纳自称是一位“进步资本主义者”，表示只接受个人的竞选捐款，是美国众议院中仅有的六名、国会中仅有的十名声称不接受来自政治行动委员会（PACs）或公司的竞选捐款的议员之一。

## 简介
罗·康纳生于美国费城，父母均为1970年代移民至美国的印度旁遮普邦人，信仰印度教。父亲是一名化学工程师，毕业于印度理工学院（IIT）和密歇根大学；母亲曾是一名教师。
罗·康纳的外祖父Amarnath Vidyalankar曾参与印度独立运动，追随印度政治家、革命家拉拉拉杰帕特·莱伊（Lala Lajpat Rai），并入狱两年。在2018年的波士顿环球报专栏文章中，罗·康纳和著名民权领袖、国会议员约翰·刘易斯（John Lewis）探讨了甘地运动与民权运动的交织关系。
1998年，获得芝加哥大学经济学荣誉学士学位。大学期间，于1996年奥巴马第一次竞选伊利诺伊州参议员期间为威廉·D·伯恩斯（William D. Burns）走访选区；曾在杰克·奎因（Jack Quinn）担任美国副总统阿尔·戈尔（Al Gore）办公室主任时实习；曾在前总统吉米·卡特（Jimmy Carter）的卡特中心实习。
2001年，获得耶鲁大学耶鲁法学院法学博士学位。毕业后，在阿肯色州小石城为联邦上诉法官Morris S. Arnold担任法官助理。
2004-2009年，在美迈斯律师事务所（O'Melveny & Myers）工作，是一名专门从事知识产权法的律师。
2009年，被奥巴马总统任命为美国商务部副助理秘书。后被任命为白宫商务委员会成员（White House Business Council）。
2012年至2016年，担任斯坦福大学经济学系客座讲师。曾在圣克拉拉大学法学院（Santa Clara University School of Law）教授法律，以及在旧金山州立大学（San Francisco State University）教授美国法理学。2012年，出版了一本关于美国商业竞争力的书《企业家之国：为什么制造业仍然是美国未来的关键》（Entrepreneurial Nation: Why Manufacturing is Still Key to America's Future）。
2014年，首次参与加州第17国会选区的竞选，在与时任国会议员迈克·本田（Mike Honda）的激烈选举中败北，但获得了硅谷科技行业的大力支持。
2016年，再次挑战本田并取得了胜利。于在2018年、2020年和2022年成功连任。

## 相关事件
2019年12月9日，在纽约时报与前美国国务卿约翰·克里联合发表文章：《罗·康纳：不要让中国赢得绿色竞赛，美国应当在清洁能源领域中领先》。
2023年2月19日至23日，带领跨党派联邦众议员访问团访问台湾，并与中华民国总统蔡英文会面。4名访台众议员还包括：联邦众议员冈萨雷斯（Tony Gonzales, R-TX）、联邦众议员欧清杰（Jake Auchincloss, D-MA）及联邦众议员杰克森（Jonathan Jackson, D-IL）。访问团也先后会见了台积电创办人张忠谋、立法院长游锡堃、外交部北美司司长徐佑典、以及来自Alphabet Inc旗下谷歌在台湾的代表等。
罗·康纳曾在2023年2月9日接受彭博新闻社（Bloomberg News）访问时表示计划在年内出访中国和台湾：「我想平衡与这两个地区之间的经济关系和贸易关系，但我不希望引发冷战。我不认为访问台湾是排除与中国接触，所以我双方都会顾全。」他表示所属选区的商界领袖向他提出访问这两个地区的重要性。他的选区以高技科产业为主，因此访问台湾是出于经济原因，尤其是半导体行业，台积电对他的选区至关重要。罗·康纳的出访计划和国会共和党与民主党的立场有所不同。两党经常攻击北京政府，但对台湾政府表现亲和与支持。

## 个人生活
罗·康纳与妻子Ritu Ahuja和两个孩子一起居住在加州弗里蒙特市。
罗·康纳是一名印度教徒。他将自己的信仰描述为“甘地式”。